# NRP Cachalote (S165)
Le NRP Cachalote (pennant number : S165) est un sous-marin de classe Albacora. Exploité sous le nom de Cachalote (en français : « Cachalot ») par la marine portugaise de 1969 à 1975, il a été revendu à la France qui l’a cédé au Pakistan, où il a été exploité par la marine pakistanaise sous le nom de PNS Ghazi.

## Engagements
Le navire a été commandé aux chantiers Dubigeon à Nantes, où la quille a été posée le 27 octobre 1966. Le navire a été lancé le 16 février 1968 et mis en service le 25 janvier 1969.
Le navire a été vendu en décembre 1975 au Pakistan, qui l’a rattaché à sa flotte sous le nom de PNS Ghazi (S134). Le navire a été retiré du service en 2006.